# Grande Finlandia
     Carelia orientale
     Estonia e Ingria
     Finlandia
     Kola
     Meänmaa
     Finnmark

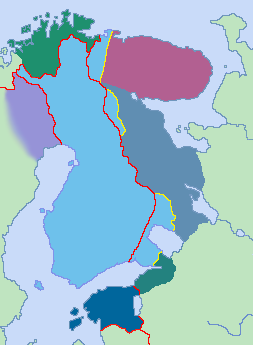
L'attuale Repubblica di Finlandia e i territori ceduti all'Unione Sovietica nel 1940–1944 in blu chiaro.
La Grande Finlandia avrebbe incluso almeno tutti i territori che erano stati precedentemente finlandesi. L'immagine raffigura i confini della Finlandia fino al trattato di Tartu (1920) e ai trattati di Parigi (1947).
Carelia orientale
Estonia e Ingria
Finlandia
Kola
Meänmaa
Finnmark

La «Grande Finlandia» (in finlandese: Suur-Suomi, in estone: Suur-Soome, in svedese: Storfinland) è l'idea irredentista e nazionalista in base alla quale si auspica un'estensione del territorio della Finlandia. Secondo questa visione il territorio della Grande Finlandia è individuato da frontiere naturali e non limitandosi, quindi, alle sole aree abitate da finlandesi e careliani; secondo le più comune interpretazioni esso spazia dal Mar Bianco al lago Onega e dai fiumi Svir' e Neva, o più modestamente dal fiume Sestra—al golfo di Finlandia. Alcuni sostenitori includono anche la penisola di Kola (come parte delle frontiere naturali), la contea di Finnmark (in Norvegia), la valle di Tornedalen (in Svezia), Ingria (la zona intorno alla città di San Pietroburgo) e l'Estonia (un altro Paese abitato da ugrofinnici come la Finlandia).

## Storia

### Frontiere naturali
L'idea del cosiddetto confine dei tre istmi — definito dall'istmo Bianco (Mar Bianco), l'istmo di Olonets (tra il lago Onega e il lago Ladoga) e l'istmo careliano (tra il golfo di Finlandia e il lago Ladoga) — risale a diversi secoli fa, fin dal periodo in cui la Finlandia faceva parte della Svezia. Il confine tra Finlandia e Russia fu causa di molti contrasti nel tempo tra svedesi e russi. Il governo svedese considerava il confine dei tre istmi come il più facile da difendere.
Sebbene il termine "Grande Finlandia" non venne usato prima del XIX secolo l'idea di confini della Finlandia stabiliti da frontiere naturali risale a quei tempi. Nel 1837 il botanico Johan Ernst Adhemar Wirzén definì l'area di distribuzione delle piante selvatiche della Finlandia come il confine orientale del Mar Bianco, lago Onega e il fiume Svir'. Il geologo Wilhelm Ramsay definì il concetto Fennoscandia all'inizio del XIX secolo.

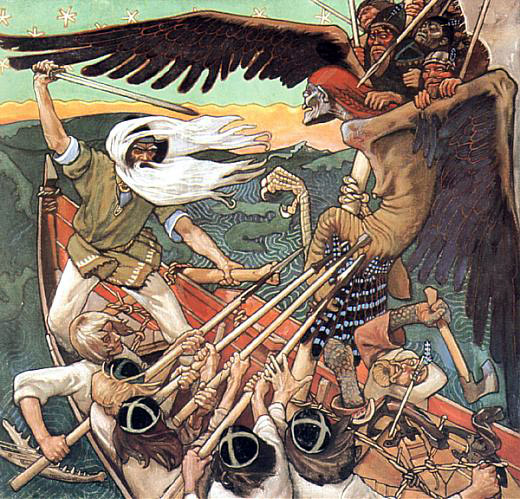
Un esempio di "carelianismo": Akseli Gallen-Kallela, La difesa del Sampo (1896).

### Carelianismo
In Finlandia l'interesse per il paesaggio e la cultura della Carelia fu espresso per la prima volta da un fenomeno culturale tipico degli anni '80 dell'Ottocento, noto come "Carelianesimo", una corrente artistica del naturalismo finlandese che cercava spunti dalla tradizione popolare, paesaggi e gente della Carelia nello spirito dell'epopea nazionale, il Kalevala.
Più tardi, alcune delle idee relative a questo movimento sarebbero state utilizzate dai promotori della «Grande Finlandia».
Il Carelianismo fu particolarmente popolare negli anni 1890. L'autore Ilmari Kianto, uno dei più importanti scrittori finlandesi del XX secolo, scrisse dei suoi viaggi nella Carelia Bianca nel suo libro del 1918 "Finland at Its Largest: For the Liberation of White Karelia"; Kianto vedeva nella Carelia orientale la culla primordiale del popolo finlandese e sosteneva l'annessione alla Finlandia della Carelia orientale, espressa anche nella sua famosa poesia "Grande Finlandia, Carelia libera (Suomi suureksi, Viena vapaaksi...).

### Altri Paesi nordici
Il popolo Kven, una minoranza della Norvegia del Nord, aiutò l'insediamento dei finlandesi, specialmente negli anni '60 dell'Ottocento. La Società Accademica della Carelia (Akateeminen Karjala-Seura, AKS) - società elitaria composta da nazionalisti finlandesi, creata originariamente per offrire rifugio a tutti i profughi ugrofinnici provenienti dalla Carelia orientale dopo il fallimento della rivolta contro i sovietici e diventata rapidamente il forum studentesco più importante della Finlandia negli anni a cavallo tra le due guerre mondiali - e la Finnish Heritage Association lavorarono attivamente con i Kven a partire dal 1927–1934, e i media finlandesi diffusero propaganda pan-finnica attraverso vari canali, sebbene con intensità minore a partire dal 1931–1934.
Nei primi anni della propria indipendenza la Finlandia rivendicava la provincia svedese del Norrbotten, dove si parlava il finlandese, come reazione alla rivendicazione svedese delle isole Åland. Il governo finlandese istituì un comitato per espandere i movimenti nazionali finlandesi, mentre la Svezia impose l'utilizzo della lingua svedese nelle regioni settentrionali finnofone. Fino agli anni 1950, a molti studenti delle scuole del Norrbotten era proibito parlare in finlandese perfino durante le pause.

### Guerra civile finlandese
Gli scontri politici alimentati dalla necessità di formare il primo governo indipendente nella storia della Finlandia portarono a una situazione vicina alla guerra civile: da un lato i Rossi, che con la maggioranza del Partito Socialdemocratico Finlandese speravano di importare in Finlandia l'esperienza dei bolscevichi in Russia; dall'altro i Bianchi, sostenuti dalle forze di governo, che temevano un riassorbimento della Finlandia da parte della Russia.
Il 23 febbraio 1918, in piena guerra civile, il comandante in capo dell'esercito finlandese barone Carl Gustaf Emil Mannerheim, che si trovava nella città di Antrea (ora ribattezzata dai russi Kamennogorsk), proclamò un famoso ordine del giorno in cui egli giurava "in nome dell'esercito finlandese di non rinfoderare la spada prima che l'ultimo soldato di Lenin non sia stato espulso, non solamente dalla Finlandia, ma anche da Arcangelo e dalla Carelia".
Sotto la guida del generale Mannerheim, e grazie all'intervento della Germania, i Bianchi fermarono i Rossi: era il mese di maggio 1918, e sei mesi più tardi il crollo della Germania avrebbe costretto la Finlandia ad abbandonare l'orientamento filo-tedesco e a rivolgersi verso gli alleati usciti vincitori dalla prima guerra mondiale.
Nel 1919 la Finlandia divenne una repubblica e il partito comunista fu dichiarato fuorilegge. Tra il 1919 e il 1920 i finlandesi sostennero con l'invio di truppe la guerriglia antisovietica delle forze bianche nella Carelia orientale, aspirando ad annetterne il territorio (nel quale era presente una consistente minoranza, i careliani orientali, ritenuta parte del popolo finlandese, anche se fra le due genti non era mai esistito alcun rapporto storico a parte la comune origine linguistica ugro-finnica), insieme a quello della penisola di Kola, per creare una "Grande Finlandia".

### Heimosodat

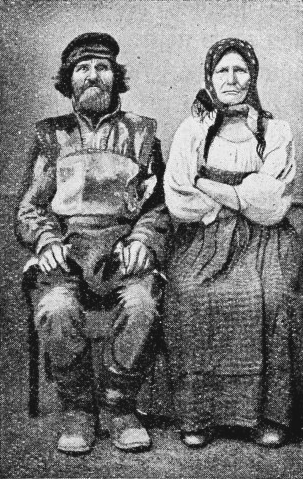
Careliani nel 1928.

Durante e dopo la guerra civile finlandese vennero lanciate diverse spedizioni militari di soldati volontari (heimosodat, traducibile come "guerre dei popoli affini") con l'obiettivo di "liberare" il "popolo fratello" careliano (e gli altri finnici del Baltico, con l'ambizioso scopo di creare una «Grande Finlandia») dai russi, senza successo.
Le truppe volontarie finlandesi, per esempio, effettuano operazioni militari sul territorio dell'Unione Sovietica e parteciparono alla guerra d'indipendenza estone (1918-1920). Durante le heimosodat fu teorizzato che tutti i popoli ugrofinnici del Baltico fossero raggruppati in un unico stato; questo desiderio esisteva anche nella parte occidentale della Carelia orientale, dove venne lanciata la spedizione di Viena (in finlandese: Vienan retkikunta, in svedese: Vienaexpeditionen) nel marzo 1918 per strappare la Carelia bianca (Vienan Karjala) alla Russia bolscevica. Sebbene la Carelia orientale russa non avesse mai fatto parte né dell'Impero svedese né del Granducato di Finlandia e fosse abitata a quei tempi principalmente da careliani e non da finlandesi (ormai la regione è stata quasi completamente russificata), i sostenitori della «Grande Finlandia» consideravano i careliani come una nazione "sorella" di quella finlandese e supportavano l'annessione alla Finlandia. Dopo la spedizione di Viena, Repola e Porajärvi si unirono alla Finlandia, ma furono poi restituite all'Unione Sovietica secondo il trattato di Tartu.
I Careliani di Uhtua (ora Kalevala, in Russia) desideravano un proprio stato e così istituirono il 21 giugno 1918 la Repubblica di Uhtua o Repubblica della Carelia orientale (in finlandese: Karjalan väliaikainen hallitus), con l'obiettivo di avere un Paese governato da finlandesi. Anche i finlandesi d'Ingria crearono un proprio stato, la Repubblica dell'Ingria settentrionale (in finlandese: Pohjois-Inkerin tasavalta) o Repubblica di Kirjasalo (Kirjasalon tasavalta), ma con lo scopo dichiarato di essere incorporati alla Finlandia. Entrambi gli stati cessarono di esistere nel dicembre 1920.

### Anni 1920 e 1930

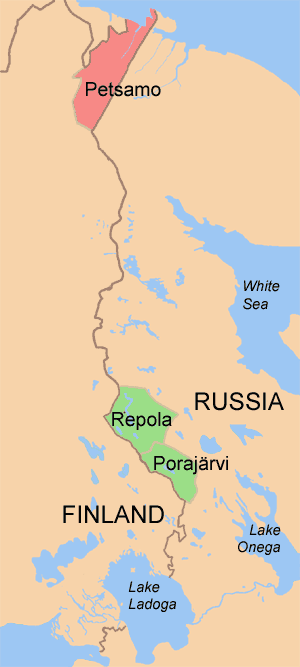
Il confine tra Finlandia e Unione Sovietica venne stabilito con il trattato di Tartu del 1920. Petsamo (in rosso) divenne finlandese, mentre Repola e Porajärvi (verde) furono restituite ai russi.

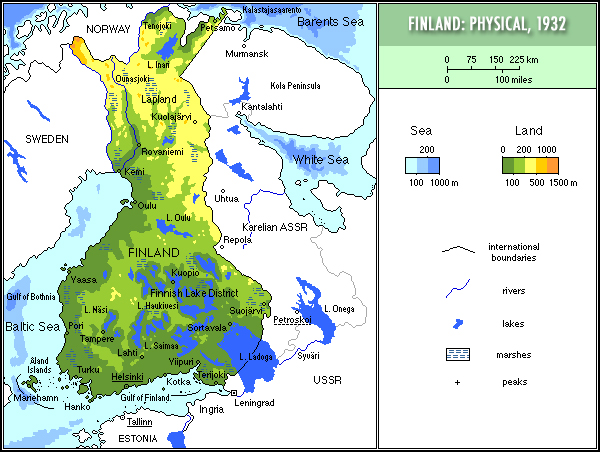
La Finlandia nel 1920–1940. A quei tempi, prima della cessione di territori all'Unione Sovietica, la superficie del Paese era pari a 382 801 km² (1938)..

Nel 1920 il trattato di Dorpat, firmato con i sovietici, riconobbe ufficialmente alla Finlandia il diritto di esistere come nazione. Il trattato confermò anche il confine finlandese-sovietico, che avrebbe seguito il vecchio confine tra il Granducato di Finlandia e l'Impero russo; la Finlandia ricevette in aggiunta Petsamo, con il suo porto sull'Oceano Artico (già nel 1860 lo zar Alessandro II di Russia aveva promesso di unire Petsamo alla Finlandia in cambio di una parte dell'istmo della Carelia). La Finlandia acconsentì anche a lasciare le aree occupate di Repola (unite alla Finlandia durante la Spedizione di Viena) e Porajärvi (unita con la Spedizione di Aunus).
Nel 1921 si risolse infine la questione delle isole Åland, contese a lungo tra Finlandia e Svezia. La Società delle Nazioni attribuì alla Finlandia le isole, abitate da una popolazione di lingua svedese, anche se soltanto alla fine degli anni trenta, in seguito a episodi di violenza e ribellione, si raggiunse un compromesso rispetto alla questione linguistica con il riconoscimento della Finlandia come nazione bilingue, finlandese e svedese.
Per tutti gli anni venti e trenta i rapporti fra le due nazioni restarono ostili. La propaganda sovietica additò più volte la Finlandia come uno degli stati nemici della rivoluzione, inoltre il governo sovietico nutriva forti sospetti riguardo alla politica estera finlandese, poiché, nel 1918, la Finlandia aveva aperto il proprio territorio all'intervento delle truppe tedesche e, un anno dopo, aveva concesso l'uso delle proprie basi navali al Regno Unito per attaccare le navi russe. La Finlandia, dal canto suo, non abbandonò mai le proprie rivendicazioni territoriali sulla Carelia sovietica e fu periodicamente percorsa da agitazioni politiche provocate da movimenti di ispirazione fascista, quali il Movimento di Lapua e la Guardia Civile, che culminarono agli inizi degli anni Trenta in tentativi di colpo di Stato come la "marcia su Helsinki" e la ribellione di Mäntsälä. Nella propaganda dei "bianchi" finlandesi dominavano temi di odio etnico verso i russi, considerati una razza inferiore e il "nemico acerrimo", e non valse a mitigare la reciproca diffidenza la firma di un patto di non aggressione, stipulato nel 1932 e rinnovato nel 1934 per altri dieci anni.
Ancora nel 1926, il 96,6% della popolazione della Repubblica socialista sovietica autonoma di Carelia (RSSAC) parlava careliano come lingua madre (mentre nel 1989 su 792.000 abitanti il 71% era di etnia russa e solo il 14% finlandese).
Il 5 ottobre 1939 il Commissario agli esteri sovietico Molotov telefonò all'ambasciatore finlandese a Mosca, Aarno Yrjö-Koskinen, chiedendo un incontro urgente con il ministro degli esteri finlandese Eljas Erkko per avere uno scambio di vedute su "questioni politiche concrete". I finlandesi presero tempo, avviarono la mobilitazione generale delle forze armate mascherandola sotto il nome di "esercitazione straordinaria" e decisero di non impegnarsi nei colloqui a livello di governo ma di inviare a Mosca una delegazione composta da diplomatici e consiglieri militari. I colloqui iniziarono il 12 ottobre; le richieste sovietiche, giustificate con la necessità di potere controllare l'ingresso al golfo di Finlandia e garantire la sicurezza di Leningrado, erano:

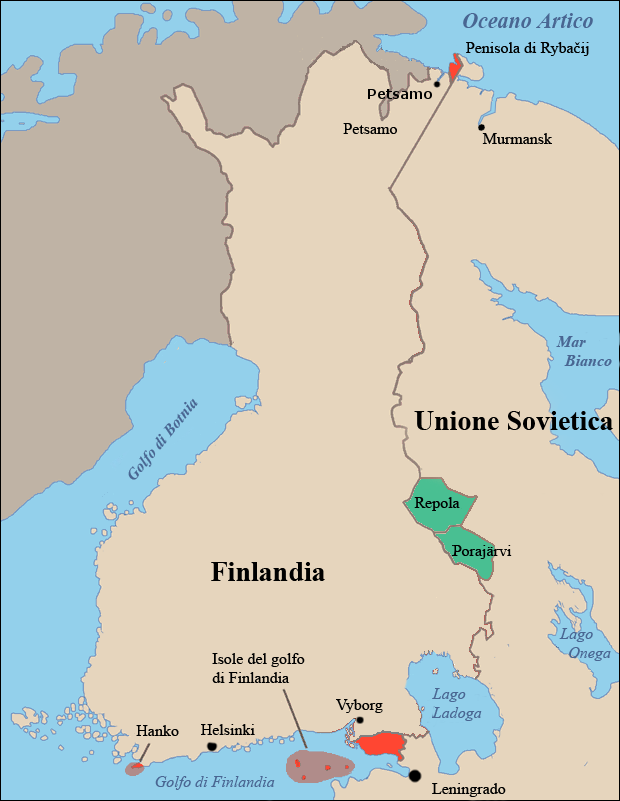
Mappa dei territori oggetto del negoziato: in rosso i territori finlandesi che Stalin chiedeva, in verde quelli che era disposto a dare in cambio

- lo spostamento della frontiera sull'istmo di Carelia in modo che la stessa fosse a 70 km da Leningrado, cioè oltre il raggio d'azione delle artiglierie pesanti;
- la cessione della parte occidentale della penisola di Rybačij, per meglio proteggere l'accesso al porto di Murmansk, sull'estuario del fiume Kola, l'unico porto della Russia settentrionale sempre libero dai ghiacci, e contemporaneamente controllare l'accesso al porto finlandese di Petsamo;[7]
- la cessione delle isole di Suursaari, Lavansaari, Tytärsaari e Koivisto, nel golfo di Finlandia;
- l'affitto di una base navale sul promontorio di Hanko (con diritto di ancoraggio per le navi sovietiche nella baia di Lappohja) che, insieme alla base di Paldiski in Estonia, avrebbe assicurato di potere sbarrare con il fuoco incrociato delle artiglierie costiere l'ingresso nel golfo di Finlandia a navi nemiche;
- la distruzione delle fortificazioni in Carelia in cambio di un'analoga azione da parte russa;
- il rafforzamento del patto di non aggressione in vigore mediante l'addizione di un'ulteriore clausola per cui le parti contraenti si sarebbero impegnate ad astenersi dalla partecipazione ad alleanze che potessero essere, direttamente o indirettamente, ostili all'altra parte.

In tutto 2 761 km² di suolo finnico, in compensazione del quale Stalin era pronto a cedere 5 529 km² di territorio sovietico nei distretti di Repola e Porajärvi, nella Carelia orientale. Impressionato dall'ampiezza delle richieste sovietiche che riguardavano anche questioni sulle quali gli era stato proibito di trattare, Paasikivi tornò a Helsinki per nuove istruzioni.
L'aspirazione dell'Unione Sovietica ad acquisire alcuni territori finlandesi di importanza strategica dal punto di vista militare scambiandoli con propri territori di maggiore superficie e, dall'altro, la volontà della Finlandia di non cedere alle richieste sovietiche, portarono all 'attacco alla Finlandia da parte dell'Unione Sovietica, il che causò l'espulsione di quest'ultima dalla Società delle Nazioni. La guerra russo-finlandese (nota anche come "guerra d'inverno") venne combattuta dal 30 novembre 1939 e il 12 marzo 1940. Le ostilità terminarono con il trattato di Mosca (1940), in base al quale la Finlandia fu costretta a cedere all'Unione Sovietica circa il 10% del proprio territorio (che venne in gran parte incorporato nella Repubblica Socialista Sovietica Carelo-Finlandese, ma anche nell'oblast' di Leningrado a sud e nell'oblast' di Murmansk a nord), in cui abitavano 422.000 careliani, il 12% della popolazione finlandese.

### Guerra di continuazione

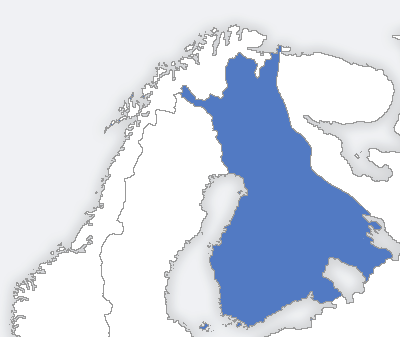
Massima avanzata dei finlandesi durante la guerra di continuazione.

La guerra di continuazione e la fiducia in una rapida vittoria militare della Germania nazista sull'Unione Sovietica diede un nuovo impulso all'irredentismo finlandese. Le aspirazioni finlandesi in Carelia orientale vennero giustificate dalle affinità etnico-culturali tra finlandesi e careliani e sia da fattori di sicurezza militare. Durante la primavera del 1941, quando il governo finlandese comprese appieno la vastità dei piani tedeschi di invasione e occupazione dell'URSS, il presidente finlandese Ryti commissionò ai professori di geografia Väinö Auer e di storia Eino Jutikkala uno studio per dimostrare "dottamente" che la Carelia orientale fosse parte integrante dello spazio vitale finlandese. Il libro che ne risultò, Finnlands Lebensraum ("Spazio vitale della Finlandia"), venne pubblicato nell'autunno 1941 con l'obiettivo di legittimare le aspirazioni territoriali finlandesi in Carelia e Ingria al pubblico internazionale. Un simile libro scritto dallo storico Jalmari Jaakkola, Die Ostfrage Finnlands ("La questione orientale finlandese") era stato pubblicato l'estate dello stesso anno.
Durante la guerra di continuazione, la Finlandia occupò l'area di più estesa in tutta la sua storia. Mentre Mannerheim faceva una seconda dichiarazione, nella quale menzionò "la Grande Finlandia", i partiti politici di destra finlandesi proposero l'annessione della Carelia orientale alla Finlandia, con motivazioni non solo ideologiche e politiche, ma anche in quanto la frontiera dei tre istmi era più facilmente difendibile.
L'estensione della frontiera finlandese a est non creava, tra l'altro, problemi ai nazisti: la creazione di una «grande Finlandia» era in totale sintonia con i propositi hitleriani di indebolire e dividere la Russia, e l'area che la Finlandia si voleva annettere non era importante per la Germania, a parte la penisola di Kola con le sue risorse naturali. All'inizio Hitler cercò di annettere direttamente Kola alla Germania, ma subito dopo la offrì alla Finlandia come incentivo a continuare gli sforzi bellici contro l'URSS: in una conversazione del 27 novembre 1941 con il ministro degli esteri finlandese Witting, il Führer fece balenare confini finlandesi che correvano dal Mar Bianco sino ai fiumi Svir e Neva, con la sola riserva di ordine politico costituita dal fatto che la Germania desiderava la cogestione dei depositi di nichel di Kola.
I territori che la Finlandia aveva ceduto all'URSS con la pace di Mosca (1940) vennero ufficialmente reincorporati, finendo gradualmente sotto il controllo dell'amministrazione civile di Helsinki. I territori della Carelia orientale rimasero viceversa sotto l'amministrazione militare.
Russi e careliani furono trattati in modo diverso dalle autorità finlandesi: la popolazione venne distinta su base etnica in "nazionali" e "non nazionali", con l'intenzione di trasformare i "nazionali" in futuri cittadini della «grande Finlandia» e di deportare in Russia i "non nazionali" (considerati stranieri) al più presto possibile. In termini di razioni di cibo e cure sanitarie i "nazionali" erano privilegiati rispetto ai "non nazionali".
Durante la guerra di continuazione del 1941–1944 circa 62.000 finlandesi d'Ingria scapparono in Finlandia dalle aree occupate dai tedeschi; di questi, 55.000 furono poi restituiti all'Unione Sovietica ed espulsi in Siberia. A partire dagli anni 1950 e 1960 fu permesso loro di ritornare nella Repubblica Socialista Sovietica Carelo-Finlandese, ma non nell'Ingria stessa.

### La questione orientale finlandese
Durante la fase iniziale e vittoriosa della guerra di continuazione nel 1941, quando i finlandesi speravano in una vittoria tedesca sull'Unione Sovietica, la Finlandia cominciò a considerare quali aree avrebbe potuto ottenere in un possibile trattato di pace con i sovietici. L'obiettivo tedesco era di prendere il controllo della linea Arcangelo-Astrachan', che avrebbe consentito alla Finlandia di espandersi verso est. Un libro del 1941 di un professore, Jalmari Jaakkola, intitolato Die Ostfrage Finnlands, cercò di giustificare l'occupazione della Carelia orientale. Il libro è stato tradotto in inglese, finlandese e francese e ha ricevuto pesanti critiche dalla Svezia e dagli Stati Uniti.
Il ministero dell'Istruzione finlandese ha istituito il comitato scientifico della Carelia orientale l'11 dicembre 1941 per guidare la ricerca nella Carelia orientale. Il primo presidente della commissione era il rettore dell'Università di Helsinki, Kaarlo Linkola, e il secondo presidente era Väinö Auer. I giuristi hanno lavorato per preparare argomentazioni legali internazionali sul perché la Finlandia avrebbe dovuto ottenere la Carelia orientale.

## Motivazioni
I motivi dell'idea della Grande Finlandia sono oggetto di disaccordo. Alcuni hanno sostenuto l'idea per il desiderio di una più ampia cooperazione culturale. Successivamente, tuttavia, l'ideologia acquisì chiare caratteristiche imperialiste. La principale sostenitrice dell'idea, la Società Accademica della Carelia, nacque come organizzazione culturale, ma nel suo secondo anno pubblicò un programma che si occupava di argomenti strategici, geografici, storici e politici più ampi per la Grande Finlandia.

## L'idea oggi
Oggi l'ideologia della Grande Finlandia è praticata da poche persone. Cerca principalmente di promuovere il lavoro di recupero e la sopravvivenza dei popoli ugrici, senza cambiamenti nei confini nazionali. Tali idee sono promosse dalla Fondazione Juminkeko, dalla società Matthias Castrén e dalla società Finlandia-Russia. Tra gli studenti, l'ideologia è più forte presso l'Università di Tartu in Estonia.
Nell'agosto 2008 le tensioni si sono intensificate in Ossezia del Sud, portando a una guerra di cinque giorni. L'editorialista della rivista Keskisuomalainen Kunto Kalpa ha criticato aspramente la politica russo-finlandese, sostenendo che i finlandesi avevano alzato gli occhi su una "idea spirituale della Grande Finlandia".